# We Got the Beat (musikalbum)
We Got the Beat är det svenska bandet Adhesives tredje och sista studioalbum, släppt 2000 på Ampersand Records.

## Låtlista
1. "Happy End Guarantee"
2. "It Ain't Right"
3. "At the End of the Day"
4. "Uphill Struggle"
5. "Pressure Point"
6. "Let It Come Down"
7. "Here They Come Again"
8. "Edvin"
9. "Safe Reality"
10. "...Before We Smash the State..."
11. "Don't Turn Away"
12. "Coming in from the Cold"
13. "Ode to the Champions"
14. "A Better Me"
15. "The Everydat Limbo"
16. "Terms of Living"

## Personal
- Mathias Andersson - gitarr, sång
- Therese Arnell - sång
- Micke Claesson - gitarr, sång
- Tomas Ferngren - mastering
- David Hagberg - foto
- Andreas Martin - orgel, piano (krediterad som "Poxy Loco")
- Geir Pedersen - bas, sång
- Robert Samsonowitz - design, trummor, gitarr, tamburin
- Mieszko Talarczyk - producent, ljudtekniker